# Heiselt
Heiselt (voorheen aangeduid als Heysselt) is een gehucht van Jeuk, een deelgemeente van Gingelom in de Belgische provincie Limburg.
Het gehucht is gelegen ten oosten van de dorpskom van Jeuk nabij de gemeentegrens met Heers. Enkele honderden meters ten zuiden van Heiselt loopt de taalgrens.
In Heiselt ontspringt de Melsterbeek, een zijrivier van de Gete.
Centraal in het gehucht bevindt zich de Sint-Amandskapel. Deze betreedbare kapel dateert uit het laatste kwart van de achttiende eeuw en is opgevat als een eenbeukige kerk. Het gebouw is opgetrokken in baksteen en afgewerkt met kalk- en mergelsteen. Het meubilair bestaat uit onder andere een eiken beeld van Sint-Amandus uit de vijftiende eeuw en een eiken Ecce Homo uit de zeventiende eeuw.

## Nabijgelegen kernen
Boekhout, Jeuk, Rukkelingen-Loon, Hasselbroek